# Glat vejbred
Glat vejbred (Plantago major) er en 10-30 cm høj urt, der vokser på åbne, græsbevoksede områder eller på agerjord. Alle dele af planten indeholder en slim, der anvendes i naturmedicin som ingrediens i løsnende hostesaft. På norsk kaldes den groblad pga sine sårhelende egenskaber, mens indianerne i Nordamerika kaldte den den hvide mands fodspor, fordi den ankom med de hvide. Pedanios Dioskorides, militærlæge under kejserne Claudius og Nero,  anbefalede den til at hele sår med; og romerske soldater brugte bladene mod såre fødder efter lange marcher.  Den har også været regnet som betændelsesdæmpende, og indeholder blandt andet antioxidanter (flavonoider).  Alligevel regnes den ofte som ukrudt.

## I folketroen
Plantago betyder "fodaftryk" på latin, som et underligt sammenfald med plantens indianske navn. Frø af planten er fundet i pyramiderne. Bladene kan spises i salater og er velegnet til at pakke anden mad i.  I Ole Bergsaunets skrivebog trykt i Fosen årbog for 2003,  fortæller han, at når bønderne kom til skade ude på markerne, fandt de en vejbred, klemte på planten til nogle dråber sivede ud, og lagde derefter bladet på såret, der "som med Guldtraad" syede riften til, og ligesom "der aldrig sætter sig Rust på Guld, saa skyr al Forraadnelse og alt Dødkjød." Dioskorides skrev, at det, mennesket træder på, ofte er menneskets bedste ven. Vejbred led den skæbne at trampes under fode, og den hjalp netop mod fodsved og gnavsår, hvis den blev lagt i skoene. Næsten ingen plante tåler at trædes på så godt som vejbred. Vejbred var "vejkantens hersker"; den voksede, hvor den var mest tiltrængt. Plinius den ældre kaldte også vejbred det bedste middel mod vilde dyrs bid. Planten har holdt sig i folkemedicinen fra vikingetid og til i dag. I norsk tradition hedder det, at "Fremsiden læger, bagsiden trækker [betændelse ud]", men modsat også: "Vrangen på sår for at gro, ret på bærk [betændelse] for træk." Det blev tidligt opdaget, at virkningen blev mere effektiv, hvis man stak hul med en nål, så plantesaften sivede ud på såret. Nogle trak også nerverne ud, ud fra en formodning om, at de skulle være giftige. En gammel angelsaksisk opskrift mod hovedpine lød: "Grav plantago op før solopgang uden brug af jernredskab. Bind med en rød tråd rødderne sammen med korsurt  og sæt kransen på hovedet." Vejbred skulle også hjælpe mod tandpine, hvis man snittede roden op og gik med bidderne i ørerne. 

## Beskrivelse
Glat vejbred er en flerårig urt med rosetstillede blade og et enkelt, opret blomsterskud. Bladene er langstilkede og helrandede med buede strenge og hel rand. Strengene er forlænget ned i stilken, hvad der gør, at den er svær at trække i stykker. Oversiden af bladene er glat og græsgrøn, mens undersiden er noget lysere.
Blomstringen sker i juni-september, hvor de mange bittesmå blomster sidder samlet i et tæt, endestillet aks på en bladløs stængel. Frugterne er buddiker med hver 6-10 klæbrige frø.
Rodnettet består af mange, tæt forgrenede trævlerødder.
Højde x bredde og årlig tilvækst: 0,30 x 0,30 m (30 x 30 cm/år).

## Voksested
Glat vejbred er udbredt overalt i Danmark, hvor den findes i kulturjord på vejkanter, overdrev, gårdspladser og i græsplæner sammen med bl.a. alm. brunelle, alm. fuglegræs, tusindfryd, liden storkenæb, trådærenpris og vejpileurt.